# 孔宅里
孔宅里是中華民國高雄市小港區的一個里，位於小港區北端，東側是大寮區、北側是鳳山區，人口5,241人。鄰近高雄國際機場，和台88線快速公路。

## 歷任首長
孔宅里里長（縣市合併後）
| 任次 | 姓名   | 就任日期   | 卸任日期   | 備註                         |
| ---- | ------ | ---------- | ---------- | ---------------------------- |
| 1    | 李斐斌 | 2010年12月 | 2014年12月 | 縣市合併後首任               |
| 2    | 李斐斌 | 2014年12月 | 2018年12月 | 擊敗時任對手牛錫華，連任成功 |
| 3    | 吳蘆恩 | 2018年12月 | 2022年12月 | 為孔宅里歷屆當選最年輕的里長 |
| 4    | 劉坤山 | 2022年12月 |            | 現任                         |

## 教育

### 國民中學
- 高雄市立明義國民中學

### 國民小學
- 高雄市小港區明義國民小學

## 交通

### 快速公路
- 台88線（東西向快速公路 高雄—潮州段）：

2 鳳山

### 公車
- 69路小港幹線-金城路站、中安路口(高鳳路)站、東高雄站、孔宅站(委由港都客運經營)
- 30路-金城路站、中安路口(高鳳路)站、東高雄站、孔宅站(委由港都客運經營)
- 63路(每平日一班次繞駛)-明義國中站(委由港都客運經營)
- 紅7路捷運接駁公車-中安路口(高鳳路)站、東高雄站、孔宅站、明義國中站(委由東南客運經營)

### 公共自行車
- 孔宅兒童遊戲場-車柱數量:15
- 明義國中(高鳳路)-車柱數量:15

## 里內設施
- 孔宅社區活動中心
- 東高雄社區活動中心
- 孔宅綠園
- 孔宅兒童遊戲場